# Université de Hasselt
L'université de Hasselt (en néerlandais : Universiteit Hasselt) est une université belge de langue néerlandaise établie à Hasselt. Elle a été fondée à Diepenbeek en 1971 sous le nom de Limburgs Universitair Centrum (LUC) ou Centre universitaire du Limbourg. Elle a adopté son nom actuel le 15 juin 2005.

## Étudiants
- Marc Van Ranst, virologue belge